# Limenitis phylaca
Limenitis phylaca är en fjärilsart som beskrevs av Bates 1866. Limenitis phylaca ingår i släktet Limenitis och familjen praktfjärilar. Inga underarter finns listade i Catalogue of Life.